# Centre Europeu de Prediccions Meteorològiques a Mitjà Termini
El Centre Europeu de Previsions Meteorològiques a Mitjà Termini (CEPMMT, o ECMWF, European Centre for Medium-Range Weather Forecasts en anglès) és una organització intergovernamental independent recolzada per 21 Estats membres europeus i 13 Estats associats. Va ser constituït el 1975, i té la seu a Reading (Berkshire). També és conegut simplement amb el nom de Centre Europeu.

## Objectius
El propòsit principal del CEPMMT és "desenvolupar una capacitat de previsió meteorològica a termini mitjà i proporcionar previsions meteorològiques a mitjà termini als Estats membres". L'objectiu del Centre és desenvolupar i operar de forma regular models i sistemes d'assimilació de dades que simulin la dinàmica, termodinàmica i composició de l'atmosfera i oceans de la Terra, per tal de proporcionar previsions per mitjà de mètodes numèrics.
Els objectius més importants del CEPMMT són:
- El desenvolupament de mètodes numèrics del pronòstic del temps per a mitjà termini.
- La preparació de previsions a mitjà termini i la seva distribució entre els Estats membres.
- La investigació científica i tècnica que permeti la millora d'aquestes previsions.
- La recopilació i arxivament de les dades meteorològiques.

## Membres

estats membres
estats associats

El CEPMMT està format per 20 països europeus:
- 18 estats fundadors des del 1975: Alemanya, Àustria, Bèlgica, Dinamarca, Espanya, Finlàndia, França, Grècia, Irlanda, Itàlia, Luxemburg, Noruega, Països Baixos, Portugal, Suècia, Suïssa, Turquia i el Regne Unit.
- 3 estats associats després de la revisió de la convenció de 2010: Islàndia (abril 2011),[2] Eslovènia (desembre 2012)[3] i Sèrbia (gener 2015).[4]

A més a més, el CEPMMT té acords de cooperació amb els següents 13 estats: Bulgària, Geòrgia, Croàcia, Eslovàquia, Estònia, Hongria, Israel, Letònia, Lituània, Macedònia del Nord, el Marroc, Montenegro, Romania, i Txèquia.
Les llengües de treball del CEPMMT són l'anglès, el francès i l'alemany. El domini d'una d'aquestes llengües i un bon coneixement d'almenys una de les altres dues llengües és un requisit que han de complir tots els empleats.

## Activitats i projectes
El CEPMMT usa un model numèric de previsió meteorològica anomenat Integrated Forecast System (IFS) per a predir el temps a partir de l'estat present de l'atmosfera. Per a això els models han de rebre un flux constant d'informació meteorològica, a partir de les dades proporcionades per satèl·lits i sistemes d'observació terrestre.
Aquestes dades alimenten les bases de dades del CEPMMT i són assimilades en els models per a produir:
- previsions a mitjà termini (predicció del temps fins a 15 dies en el futur)
- previsions per als propers mesos
- previsions per a les properes estacions

El CEPMMT treballa en estreta col·laboració amb els Estats membres i associats, amb la Unió Europea i amb altres organismes internacionals com l'Organització Meteorològica Mundial (OMM), l'Organització Europea per a l'Explotació de Satèl·lits Meteorològics (EUMETSAT), i l'Agència Espacial Europea (ESA).

## Història
L'origen del CEPMMT va ser una acció COST (European Co-operation in Science and Technology, Cooperació Europea en Ciència i Tecnologia en català) que va derivar en la creació del centre actual l'any 1975.
Els primers pronòstics meteorològics a mitjà termini i a temps real es van realitzar al juny de 1979. Des l'1 d'agost de 1979, el Centre Europeu ha estat produint ininterrompudament de manera operacional previsions meteorològiques a mitjà termini.